# Abcán
Abcán (ortografia moderna: Abhcán) és un déu de la mitologia irlandesa que apareix per primera vegada al mite de Ruad, on és descrit com un poeta i músic nan al servei dels Tuatha Dé Danann, les primeres deïtats celtes d'Irlanda. Es diu que tenia un vaixell de bronze amb una vela d'estany.
Al mite sobre la mort de la deessa Ruad, Abcán l'acompanya des de l'Altre Món fins a Irlanda per a seduir un humà, Aed Srónmár. El so dels càntics de les sirenes o, en algunes versions, la música d'Aes Side, fan que caigui a l'aigua i s'ofegui.
En un altre mitema, Abcán és capturat per l'heroi Cú Chulainn però aconsegueix alliberar-se gràcies a les seves cançons de bressol fent que aquest caigui en un somni profund. Abcán manté una gran semblança amb el músic nan Fer Í, el que ha fet que alguns estudiosos el consideren una variant del mateix personatge.